# Nzadi (Boma)
La commune de Nzadi est une commune de la ville de Boma en République démocratique du Congo.

## Géographie
La commune de Nzadi est limitée par la rivière Muba à l'est, la rivière Kalamu à l'ouest, la rivière Kalamu et le point D délimitant la ville au nord, le fleuve Congo au sud.

## Histoire
Nzadi signifie fleuve en langue kikongo.

## Société
Avec la Cathédrale du diocèse de Boma, la commune est le siège de la paroisse catholique Notre-Dame de l'Assomption de Boma-Nzadi, fondée en 1890. Elle dépend de la doyenné de Boma.

## Éducation
- Institut technique professionnel, ITP de Boma-Nzadi
- Institut supérieur pédagogique, ISP de Boma-Nzadi,
- Institut Boma Mungu, IBM